# Pioggia (Il Tre)
Pioggia è un singolo del rapper italiano Il Tre, pubblicato il 20 gennaio 2021 come quarto estratto dal primo album in studio Ali.

## Descrizione
Il brano, scritto dallo stesso rapper, è prodotto da Tom Beaver.

## Video musicale
Il video musicale, diretto da Simone Mastronardi e Mattia Riccio, è stato pubblicato il 21 gennaio 2021 attraverso il canale YouTube del rapper.

## Tracce
Testi di Guido Luigi Senia, musiche di Desa, Flavio De Carolis e Tom Beaver.
1. Pioggia – 2:50

## Formazione
- Il Tre – voce
- Arianna Donnici – voci aggiuntive
- Desa – produzione supplementare
- Flavio De Carolis – produzione supplementare
- Gigi Barocco – masterizzazione, missaggio
- Tom Beaver – produzione

## Classifiche
| Classifica (2021) | Posizione massima |
| ----------------- | ----------------- |
| Italia            | 68                |